# Klappertopf-Kapselspanner
Der Klappertopf-Kapselspanner (Perizoma albulata) ist ein Schmetterling (Nachtfalter) aus der Familie der Spanner (Geometridae). Der Artname leitet sich von dem lateinischen Wort albulus mit der Bedeutung „weißlich“ ab und bezieht sich auf die Grundfarbe der Flügeloberseite der Falter.

## Merkmale

### Falter
Die Falter erreichen eine Flügelspannweite von 16 bis 26 Millimetern. Farblich unterscheiden sich die Geschlechter nicht. Die Vorderflügeloberseite ist milchig weiß und von mehreren, meist undeutlichen graubraunen Querlinien durchzogen. Die Wellenlinie ist sehr gleichmäßig gewellt. Von der weißlich gefärbten Hinterflügeloberseite hebt sich ein deutliches graues Saumband ab.

### Raupe
Ausgewachsene Raupen sind kurz und madenförmig. Sie haben eine weißlich gelbe Farbe. Die Kopfkapsel ist glänzend dunkelbraun.

### Ähnliche Arten
Der Gelbe Lichtnelken-Kapselspanner (Perizoma flavofasciata) unterscheidet sich durch die kräftig gelbliche Zeichnung auf der Vorderflügeloberseite.

## Verbreitung und Vorkommen

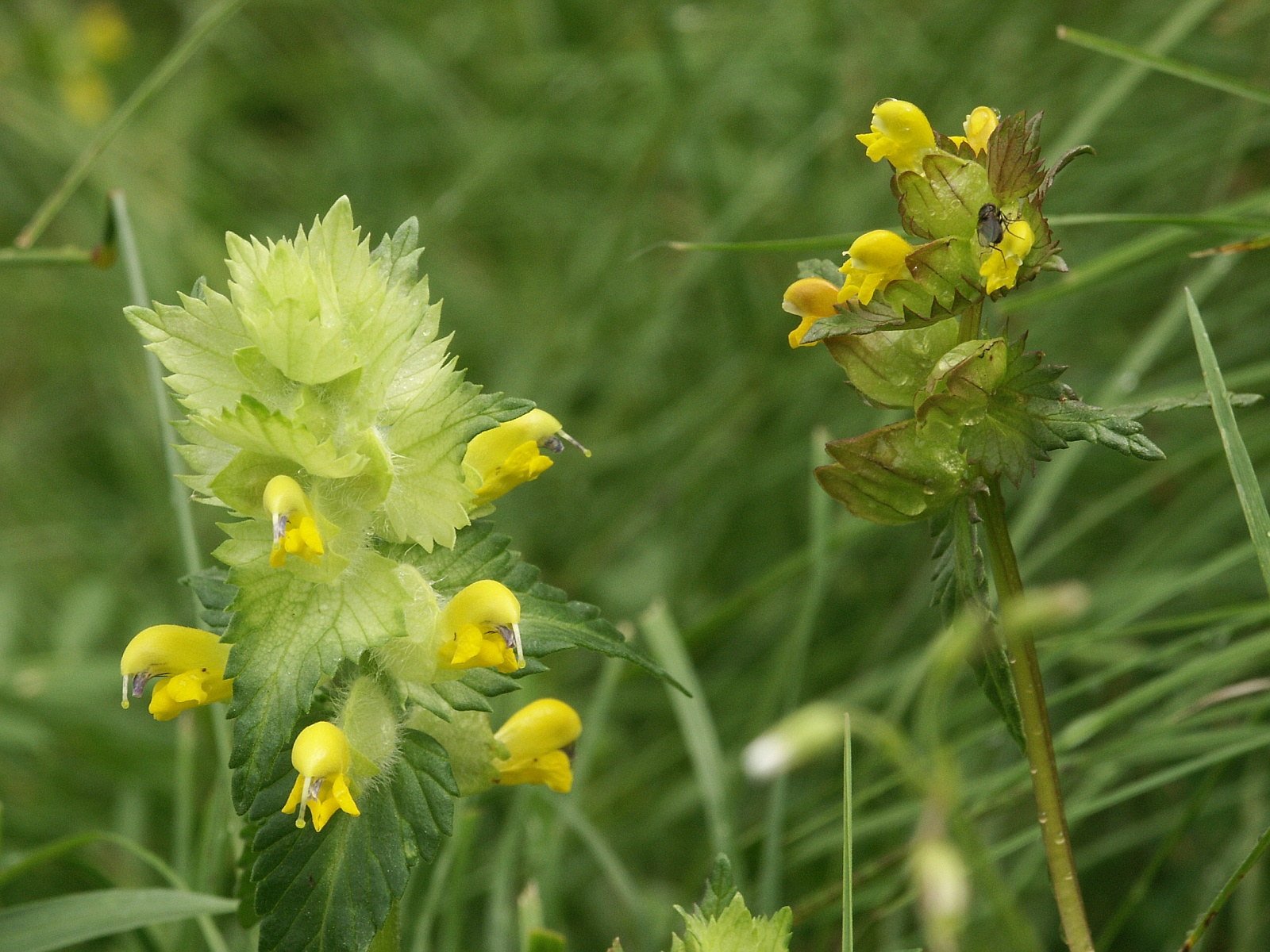
Zottiger Klappertopf (links) und Kleiner Klappertopf (rechts), die Nahrungspflanzen der Raupen

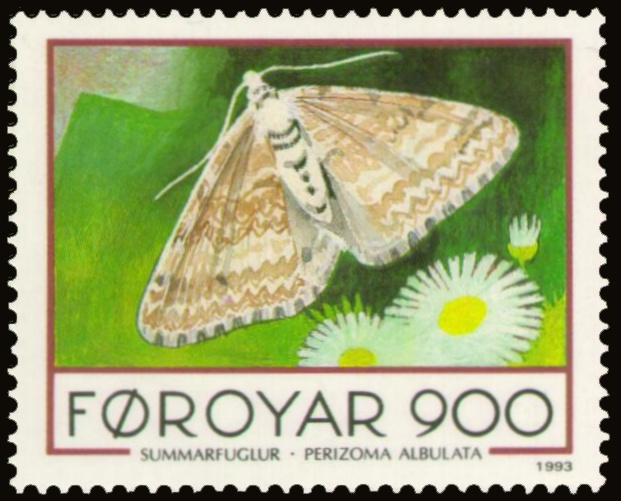
Perizoma albulata auf einer Briefmarke der Färöer

Das Verbreitungsgebiet des Klappertopf-Kapselspanners erstreckt sich durch weite Teile West- und Mitteleuropas einschließlich der Britischen Inseln und weiter östlich bis zum Ural. Die Art erreicht auch den Polarkreis. In den Bergen Fennoskandinaviens ist sie durch die Unterart Perizoma albulata subfasciaria und auf den Shetland- sowie Färöer-Inseln durch Perizoma albulata thules vertreten. Sie besiedelt sowohl trockene als auch feuchte Rasengesellschaften. In den Alpen steigt sie bis auf 2000 Meter.

## Lebensweise
Der Klappertopf-Kapselspanner bildet zumeist eine Generation im Jahr, deren Falter von Mitte April bis Mitte Juli fliegen. In klimatisch günstigen Gegenden wurden Exemplare noch im August oder September gefunden, die einer zweiten Generation entstammen. Die Falter sind dämmerungs- und nachtaktiv und besuchen künstliche Lichtquellen. Hauptnahrung der Raupen sind die Früchte des Zottigen Klappertopfs (Rhinanthus alectorolophus) oder des Kleinen Klappertopfs (Rhinanthus minor). Die Raupen leben während ihrer gesamten Entwicklung in den Samenkapseln. Die Art überwintert als Puppe.

## Gefährdung
Die Art ist zwar in Deutschland weit verbreitet und tritt regional zahlreich auf, aufgrund des Verlusts an Magerwiesen ist sie jedoch stellenweise im Rückgang begriffen und wird in der Roten Liste für Baden-Württemberg auf der Vorwarnliste geführt.

## Trivia
Die Post der Färöer-Inseln bildete im Jahr 1993 einen Falter von Perizoma albulata auf einer 900-Oyrur Briefmarke ab.